# Friezenberg
De Friezenberg is een 40,2 meter hoge heuvel in de Twentse gemeente Hof van Twente in de Nederlandse provincie Overijssel. Het is een smeltwaterheuvel, en daarom een aardkundig monument. De berg ligt in natuurgebied De Borkeld, op de heide nabij Markelo tussen de buurtschappen Elsen en Herike.
De Friezenberg is onderdeel van de stuwwal van Rijssen. Deze bestaat uit een mengsel van leem en gletsjerpuin dat in het Pleistoceen door gletsjers naar dit gebied is getransporteerd. Door de stuwende werking van het landijs gedurende het Saalien, de laatste periode waarin het landijs tot in Midden-Nederland kwam, zijn de heuvels ontstaan. De zwerfstenen in dit gebied zijn door de ijsmassa meegebracht uit Scandinavië. Na het terugtrekken van het landijs, zo'n 200.000 jaar geleden, heerste er in het nog nauwelijks met vegetatie begroeide gebied een toendraklimaat waarin grote zandstormen voorkwamen. Hierdoor is alles bedekt met een laag dekzand.
In de heidegebieden op en rondom de Friezenberg, onder andere op het Elsenerveld, bevinden zich een dertigtal, tot vijfduizend jaar oude grafheuvels. Deze staan op de lijst van beschermde archeologische monumenten. De eerste bewoningssporen dateren van dertienduizend jaar geleden. Dit betreft stenen gereedschappen van jager-verzamelaars die waarschijnlijk voor de jacht in het gebied verbleven.
Natuurreservaat 'Friezenberg' (10 ha) is het oudste bezit van de stichting Landschap Overijssel. Het werd in 1935 geschonken door textielbaron Gerrit Jan van Heek. Het reservaat is begroeid met heide, vliegdennen, eik en berk.

## Heuvels in de gemeente Hof van Twente
- Dingspelerberg
- De Hemmel
- De Hulpe
- Herikerberg
- Markelose Berg